# Homotheriini
Homotheriini (o Machairodontini) è una tribù (o sottotribù) estinta di felini dai denti a sciabola appartenenti alla famiglia Felidae. Comunemente noti come felini dai denti a scimitarra, questi predatori comprendono generi endemici di Nord America, Europa, Asia, Africa e Sud America. Vissero dal Miocene al Pleistocene, sopravvivendo per un periodo compreso tra circa 23 milioni di anni fa e circa 12000 anni fa. Le relazioni evolutive tra la tribù Homotheriini e i Machairodontini hanno portato i paleontologi a una classificazione dibattuta: gli Homotherini sono talvolta considerati una sottotribù dei Machairodontini, mentre altre volte vengono trattati come sinonimi della stessa tribù. Per questo motivo, i due nomi sono spesso usati in modo intercambiabile.

## Descrizione

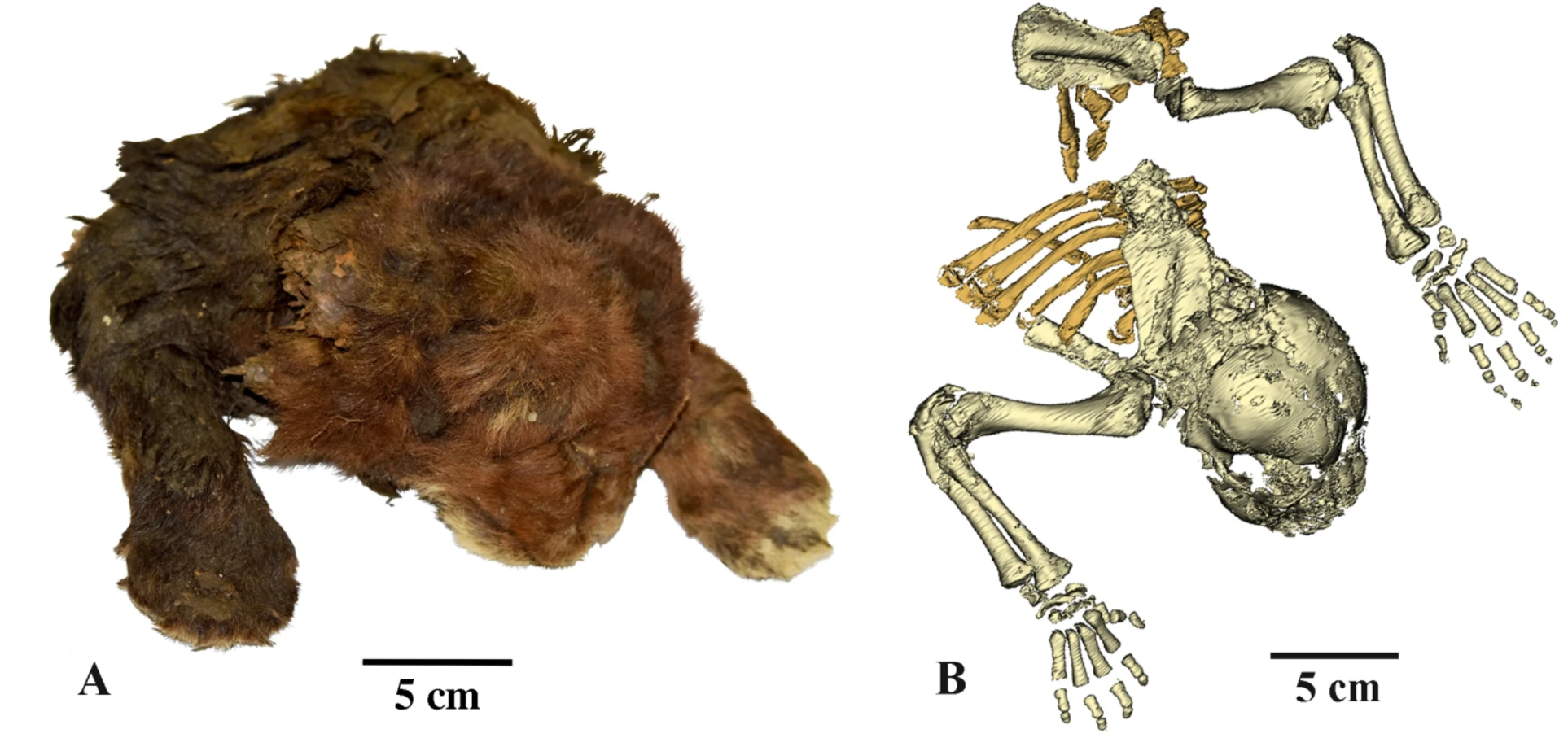
Mummia naturale di un cucciolo di H. latidens di tre settimane proveniente dalla Yakutia, Russia

Rispetto al fenotipo massiccio dei felini dai denti a sciabola, evidente in generi come Smilodon, Megantereon e nel feliforme Barbourofelis, gli Homotheriini si distinguono per i canini superiori più piccoli ma dotati di bordi seghettati. Il fenotipo dei denti a scimitarra si è evoluto indipendentemente anche in altre famiglie di mammiferi.
La sottotribù Homotheriini si è adattata a una morfologia più idonea alla corsa, con corporature più leggere e arti allungati, caratteristiche visibili nei generi Lokotunjailurus e Homotherium. Inoltre, possedevano nasi più grandi per facilitare la respirazione durante l'inseguimento delle prede.
In contrasto, la sottotribù Machairodontini ha mantenuto tratti più vicini a quelli dei panterini moderni, come zampe più corte e code più lunghe rispetto agli Homotheriini, pur conservando elementi distintivi dei felini dai denti a sciabola, tra cui un collo più lungo e canini superiori più grandi e lamellari. I Machairodontini mostravano una corporatura più robusta, con alcune specie del genere Machairodus che raggiungevano dimensioni paragonabili a quelle di Smilodon populator.
Un'importante scoperta effettuata nel 2020 in Yakutia, Russia, ha portato alla descrizione, nel 2024, di un cucciolo mummificato di Homotherium latidens di circa tre settimane di età. Questo esemplare, che include la parte anteriore del corpo (cranio, arti anteriori e parte della gabbia toracica), ha fornito dettagli significativi sui tessuti molli e sul mantello della specie. Il cucciolo aveva una pelliccia nera o marrone scuro, con zampe e mento di colore più chiaro. La pelliccia sull'angolo della bocca e sul retro del collo era più lunga e chiara rispetto a quella sugli arti anteriori. Le zampe erano larghe e arrotondate, prive di un cuscinetto carpale, mentre i cuscinetti digitali erano vagamente quadrati. Questi adattamenti, utili per muoversi efficacemente su terreni innevati, si sviluppavano già in giovane età.

## Storia evolutiva

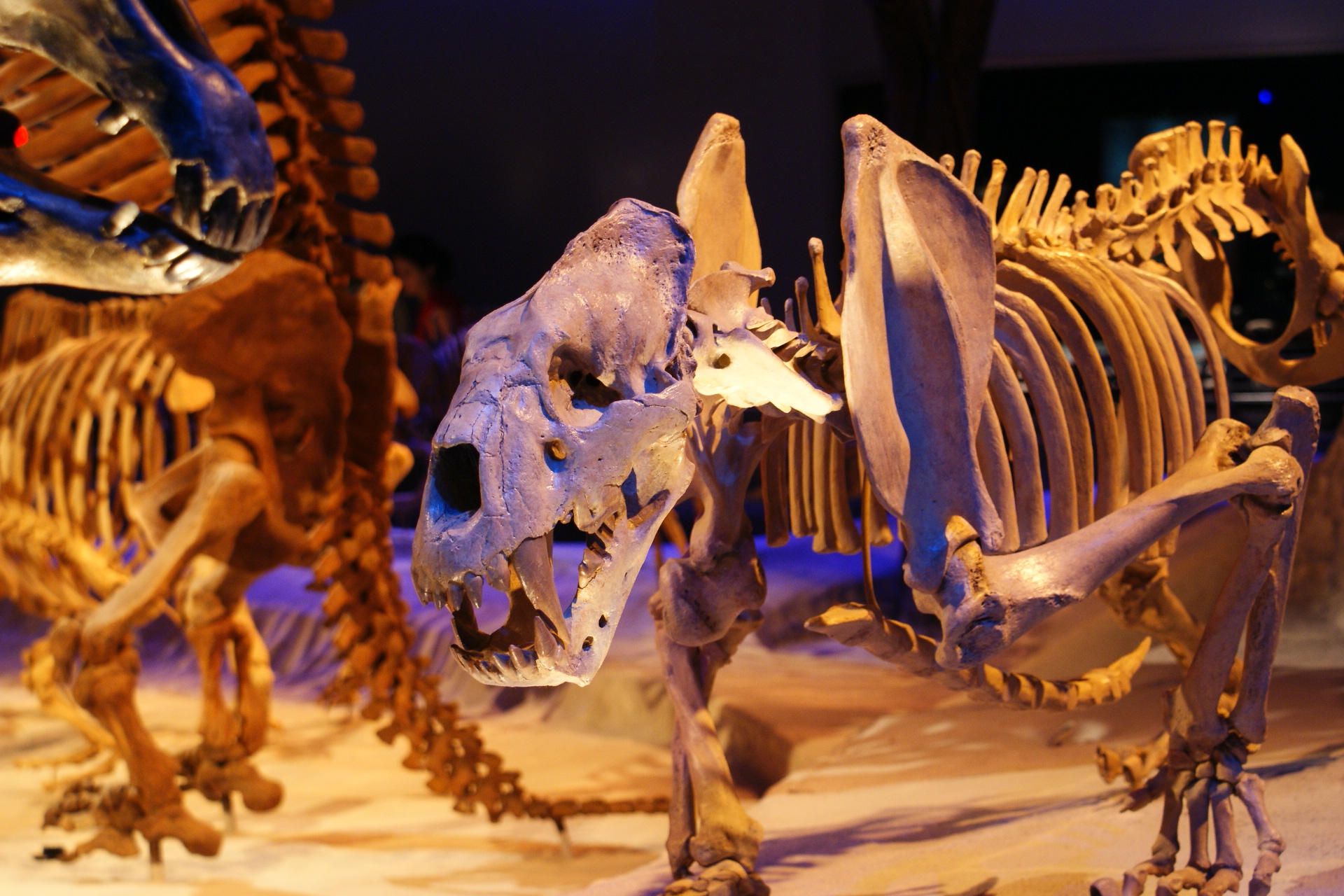
Scheletro di Xenosmilus, al Florida Museum of Natural History

Sulla base delle sequenze di DNA mitocondriale estratte dai fossili, si stima che la linea evolutiva di Homotherium si sia separata da quella di Smilodon circa 18 milioni di anni fa.
La forma affilata e seghettata dei denti a scimitarra di questi animali era particolarmente adatta a provocare lacerazioni profonde e a strappare la carne dalle prede abbattute. Tuttavia, questi denti erano fragili: il contatto con le ossa poteva scheggiarli, e le dentellature tendevano a consumarsi o persino a rompersi completamente. La perdita di questi denti avrebbe privato l'animale della sua principale arma, condannandolo a morte.
L'origine evolutiva dei denti a scimitarra e a sciabola nei felini e in altri mammiferi è tuttora oggetto di dibattito. Gli studiosi propongono due principali ipotesi:
- Origine dimorfica sessuale: questa teoria suggerisce che i denti si siano originariamente sviluppati come tratti dimorfici sessuali, utilizzati dai maschi nei combattimenti intraspecifici per competere per le femmine. Nei mammiferi, infatti, i tratti dimorfici sessuali spesso si manifestano come strumenti utili per il successo riproduttivo maschile. Secondo questa ipotesi, con l'aumento della presenza di megaerbivori, i denti a scimitarra e a sciabola divennero vantaggiosi anche per la caccia, portando alla loro diffusione tra maschi e femmine.[14]
- Selezione naturale: questa teoria sostiene che i denti si siano evoluti per riempire una nicchia ecologica vacante. L'assenza di predatori specializzati nella caccia ai megaerbivori avrebbe favorito l'emergere di questa caratteristica come adattamento evolutivo, senza legami diretti con il dimorfismo sessuale.[15]

## Classificazione
Sottotribù †Homotheriini
- †Homotherium Fabrini, 1890
  - †H. ischyrus
  - †H. latidens
  - †H. serum
  - †H. venezuelensis
- †Xenosmilus Martin et al., 2000
  - †X. hodsonae
- †Lokotunjailurus Werdelin 2003
  - †L. emageritus
  - †L. fanonei
  - †L. chinsamyae
- †Amphimachairodus Kretzoi, 1929
  - †A. alvarezi
  - †A. coloradensis
  - †A. giganteus
  - †A. kurteni
  - †A. hezhengensis
- †Nimravides Kitts 1958
  - †N. catacopsis
  - †N. galiani
  - †N. hibbardi
  - †N. pedionomus
  - †N. thinobates

Sottotribù †Machairodontini
- †Machairodus Kaup, 1833
  - †M. alberdiae
  - †M. aphanistus
  - †M. horribilis
  - †M. laskerevi
  - †M. robinsoni
  - †M. lahayishpup
- †Hemimachairodus Koenigswald, 1974
  - †H. zwierzyckii
- †Longchuansmilus Jiangzuo et al, 2022
  - †L. xingyongi
- †Adeilosmilus Jiangzuo, Werdelin, Sun et al, 2022
  - †A. kabir
- †Taowu Jiangzuo, Werdelin, Sun et al, 2022
  - †T. liui
- †Miomachairodus Schmidt-Kittler, 1976
  - †M. pseudaeluroides

### Filogenesi
Le relazioni filogenetiche degli Homotheriini sono mostrate nel seguente cladogramma:
|  | \| \| †Amphimachairodus kurteni \| \| \| \| |
|  |                                             |
|  | †Amphimachairodus alvarezi                  |
|  |                                             |
|  | †Amphimachairodus coloradensis              |
|  |                                             |
|  | †Amphimachairodus giganteus                 |
|  |                                             |
|  | †Amphimachairodus kurteni                   |
|  |                                             |

|  | †Amphimachairodus kurteni |
|  |                           |

|  | †Nimravides catacopsis |
|  |                        |
|  | †Nimravides galiani    |
|  |                        |
|  | †Nimravides hibbardi   |
|  |                        |
|  | †Nimravides pedionomus |
|  |                        |
|  | †Nimravides thinobates |
|  |                        |

|  | †Lokotunjailurus emageritus |
|  |                             |
|  | †Lokotunjailurus fanonei    |
|  |                             |

|  | †Homotherium ischyrus                |
|  |                                      |
|  | †Homotherium latidens                |
|  |                                      |
|  | †Homotherium crenatidens             |
|  |                                      |
|  | \| \| †Homotherium serum \| \| \| \| |
|  |                                      |
|  | †Homotherium serum                   |
|  |                                      |

|  | †Homotherium serum |
|  |                    |

|  | †Homotherium ischyrus                |
|  |                                      |
|  | †Homotherium latidens                |
|  |                                      |
|  | †Homotherium crenatidens             |
|  |                                      |
|  | \| \| †Homotherium serum \| \| \| \| |
|  |                                      |
|  | †Homotherium serum                   |
|  |                                      |

|  | †Homotherium serum |
|  |                    |

|  | †Lokotunjailurus emageritus |
|  |                             |
|  | †Lokotunjailurus fanonei    |
|  |                             |

|  | †Homotherium ischyrus                |
|  |                                      |
|  | †Homotherium latidens                |
|  |                                      |
|  | †Homotherium crenatidens             |
|  |                                      |
|  | \| \| †Homotherium serum \| \| \| \| |
|  |                                      |
|  | †Homotherium serum                   |
|  |                                      |

|  | †Homotherium serum |
|  |                    |

|  | †Homotherium ischyrus                |
|  |                                      |
|  | †Homotherium latidens                |
|  |                                      |
|  | †Homotherium crenatidens             |
|  |                                      |
|  | \| \| †Homotherium serum \| \| \| \| |
|  |                                      |
|  | †Homotherium serum                   |
|  |                                      |

|  | †Homotherium serum |
|  |                    |

|  | \| \| †Amphimachairodus kurteni \| \| \| \| |
|  |                                             |
|  | †Amphimachairodus alvarezi                  |
|  |                                             |
|  | †Amphimachairodus coloradensis              |
|  |                                             |
|  | †Amphimachairodus giganteus                 |
|  |                                             |
|  | †Amphimachairodus kurteni                   |
|  |                                             |

|  | †Amphimachairodus kurteni |
|  |                           |

|  | †Nimravides catacopsis |
|  |                        |
|  | †Nimravides galiani    |
|  |                        |
|  | †Nimravides hibbardi   |
|  |                        |
|  | †Nimravides pedionomus |
|  |                        |
|  | †Nimravides thinobates |
|  |                        |

|  | †Lokotunjailurus emageritus |
|  |                             |
|  | †Lokotunjailurus fanonei    |
|  |                             |

|  | †Homotherium ischyrus                |
|  |                                      |
|  | †Homotherium latidens                |
|  |                                      |
|  | †Homotherium crenatidens             |
|  |                                      |
|  | \| \| †Homotherium serum \| \| \| \| |
|  |                                      |
|  | †Homotherium serum                   |
|  |                                      |

|  | †Homotherium serum |
|  |                    |

|  | †Homotherium ischyrus                |
|  |                                      |
|  | †Homotherium latidens                |
|  |                                      |
|  | †Homotherium crenatidens             |
|  |                                      |
|  | \| \| †Homotherium serum \| \| \| \| |
|  |                                      |
|  | †Homotherium serum                   |
|  |                                      |

|  | †Homotherium serum |
|  |                    |

|  | †Lokotunjailurus emageritus |
|  |                             |
|  | †Lokotunjailurus fanonei    |
|  |                             |

|  | †Homotherium ischyrus                |
|  |                                      |
|  | †Homotherium latidens                |
|  |                                      |
|  | †Homotherium crenatidens             |
|  |                                      |
|  | \| \| †Homotherium serum \| \| \| \| |
|  |                                      |
|  | †Homotherium serum                   |
|  |                                      |

|  | †Homotherium serum |
|  |                    |

|  | †Homotherium ischyrus                |
|  |                                      |
|  | †Homotherium latidens                |
|  |                                      |
|  | †Homotherium crenatidens             |
|  |                                      |
|  | \| \| †Homotherium serum \| \| \| \| |
|  |                                      |
|  | †Homotherium serum                   |
|  |                                      |

|  | †Homotherium serum |
|  |                    |